# 許斐剛
許斐 剛（このみ たけし、1970年6月26日 - ）は、日本の漫画家。大阪府豊中市出身。東海大学卒業。既婚。千葉県在住。

## 略歴
豊中市に生まれ、1か月後に上京する。少年時代から父兄の影響で音楽に親しみ自作の楽曲を歌ったり、鳥山明や原哲夫のサイン入りイラストを色紙に模写し「描いてもらった」とうそぶくなどして周囲に作品を発表していた。就職にあたりミュージカル俳優か漫画家どちらを目指すか決めあぐねていたところ、集英社に持ち込んだ原稿がすぐ会議に回され1993年、「鉄人〜世界一固い男〜」でデビュー。1997年、『週刊少年ジャンプ』（集英社）にて『COOL - RENTAL BODY GUARD -』で初連載。
1999年、『週刊少年ジャンプ』にて『テニスの王子様』を連載。『テニスの王子様』はテレビアニメ化（2001年）、ミュージカル化（2003年）、実写映画化（2006年）、ドラマ化（中国・2008年、2019年）された。2008年、『テニスの王子様』の連載終了。2009年、『テニスの王子様』の続編『新テニスの王子様』を『ジャンプSQ』（集英社）にて連載開始。2013年、『ジャンプLIVE』（集英社）1号で『LADY COOL』を連載。

## 人物
桐山光侍、浅美裕子、かずはじめのアシスタントを経て独立。代表作『テニスの王子様』のヒットにより長者番付（漫画家部門）でも上位に顔を出す。
テニスインストラクターの経験がある。
テニス以外のスポーツではゴルフも趣味としており、同業者や『テニスの王子様』の演者、関係者といった幅広い仲間と一緒に回ったり自身が主催となった大会を楽しんでいる。

### 「テニスの王子様」関連
テニスを題材とした漫画『エースをねらえ!』以来の「上品」な「女の子のスポーツ」というテニスのイメージを、男性的なものにしたいと考え、本作を制作。
集英社ジャンプ・コミックスにおいて、コミックスと同じ判型のファンブック（10.5巻）、リバーシブルジャケット仕様（35巻）が初めて刊行された。連載半ばに当時の編集長から「アニメ化はしない」と言われ、その鬱憤晴らしにファンブック10.5巻の制作に打ち込んだ、とのちにコメントしている。しかし2001年にアニメ化が決定。のちに小説・ラジオ・映画・実写映画・ミュージカル・OVAなど様々なメディアで展開され、ジュニアのテニス人口が急増する現象が起こるなど、名実共にヒット作品となる。
キャラクターソングのリリースも豊富（2008年2月29日に200タイトル目をリリース）で、そのほとんどがオリコンチャートにエントリー。最高でウィークリー6位に食い込んだこともある。出身大学が作中に登場する立海大付属中の外観がモデルとなっている。モデル校は硬式テニスの強豪湘南工科大学附属高等学校。青春学園のモデル校は東京都の成蹊学園と言われているが、外観モデルは鹿児島県立松陽高等学校である。
主人公・越前リョーマの愛猫である「カルピン」のモデルは、作者自身の愛猫だったヒマラヤンの「カル（本名：カルアミルク）」である。アニメ声優陣（特に青学関係）とは交流があり、「寿司テニス部」を結成している。活動内容は作中に登場するかわむらすしのモデルとなった店で寿司を食べ、テニスをすること。
詳細は『テニスの王子様』の項を参照。

### 作者の露出等
単行本ではほぼ毎回、カバー折り返しに自分の写真（あるいは飼い猫・カル）を掲載している。テレビアニメにてファミレスのウェイター役、ゲームのPS『テニスの王子様 SWEAT&TEARS』とPS2『テニスの王子様 SWEAT&TEARS 2』では作者をモデルにした許斐コーチ役として声優にも挑戦した。また、ゲームのPS2『テニスの王子様 SWEAT&TEARS 2』初回版に付属されていた『青春学園庭球祭’03 Perfect Live』のDVDにも出演している。
アニメにヒロイン・竜崎桜乃役で出演している声優高橋美佳子がパーソナリティをつとめるネットラジオ『美佳子＠ぱよぱよ』にゲスト出演。2005年3月、文化放送『テニスの王子様 オン・ザ・レイディオ』にて2週分連続でゲスト出演。ライブにも足を運ぶほど、音楽ユニットSCRIPTの大ファンであり、彼らを「テニスの王子様」劇場版の主題歌への起用に指名。長編の主題歌として『青春グローリー』という書き下ろしの楽曲が使用された。
2006年、実写映画でもモブの1シーンのみだが登場し、銀幕デビューを果たしている。（当初は「手塚の主治医」という台詞ありの役が用意されていたが、そもそも多忙なスケジュールの合間を縫ってのロケ参加だったために断念された）2007年1月、母校である東海大学の機関誌『TOKAI』（在籍生の保護者に配布されている）にて、インタビューが掲載された。『テニスの王子様』の単行本・画集・小説・テニスラケットなどが置かれた仕事場を公開している。
2007年8月、千葉コープのカタログに登場。仕事場で食べているという、きのこを使った「きのこの王子様サンド」（しめじとシュレッドチーズをパンに乗せて焼いたもの）を披露した。
2007年8月、中国のドラマ版『網球王子』制作開始式に映像で「とても驚くと共に大変嬉しく思っている、このドラマの成功率200％」と祝辞を述べる。2008年3月、パシフィコ横浜で開催された「テニスの王子様100曲マラソン」にシークレット・ゲストとして登場。参加声優陣と共に3曲歌った。また、ステージ上で昼夜計約1万1500人のファンの前で、『テニスの王子様』連載終了と感謝の言葉を告げた。2008年10月、韓国・COEX Convention Center Auditoriumで公演された「The Imperial Presence 氷帝 feat. 比嘉」の公演にキャストと同行。その姿は2009年5月に発売されたミュージカルテニスの王子様写真集「musical the prince of tennis 2008 summer」の中に掲載されている。2008年11月、東京芸術劇場で公演された「The Imperial Presence 氷帝 feat. 比嘉」の東京凱旋公演千秋楽に足を運び、公演後壇上に登場。ファンの前で「テニスの王子様」新シリーズ連載の告知をした。
2014年8月10日に放送された『青春!アリスポ〜SPORTS×MANGA〜「テニスを変えた“王子様”」』（NHK BS1）に出演。制作秘話などを語った。同番組では男子プロテニス選手の錦織圭選手も出演。小学生の頃より『テニスの王子様』を愛読、作中に出てくる技や練習を真似たことなどを語った。また、同年11月20日には錦織をイメージしたジャガー『Fタイプ KEI NISHIKORI EDITION』発売記念イベントに於いてジャガーをバックに錦織がショットを決めるイラスト『ジャガーの王子様』を贈呈した。また許斐自身もサプライズ登場し錦織を喜ばせた。
2016年1月16日、初のワンマンライブ『許斐 剛☆サプライズ LIVE 〜一人テニプリフェスタ〜』が豊洲PITにて開催された。「ハッピーメディアクリエイター時々漫画家」を名乗る許斐にとって初のワンマンライブとなる、企画・演出・脚本など全て自らがプロデュース。様々なライブグッズも用意され当日朝5時半から待機列が形成され、寒空の下で並んでいたファンに許斐の直筆サインが入った使い捨てカイロを配るサービス精神を見せた。本公演では「サプライズゲスト」として、許斐の描き下ろしイラストを3DCG化した手塚国光らが登場、モーションキャプチャーで動かすという許斐曰く宇宙初の試みが行われた。さらにゲストとしてミュージカル『テニスの王子様2ndシーズン』で越前リョーマ役を演じた小越勇輝、アニメ版テニスの王子様シリーズで越前リョーマ役の皆川純子が登場し、それぞれ「フェスティバルは突然に」と新曲「青学テニス部に捧げるヤッホー」を披露した。アンコールではシークレットゲスト、ササキオサムが登場し、「青春グローリー」を二人で熱唱。ラストでは小越勇輝、皆川純子と共に「Love Festival」を歌い、ライブは終了。ライブ後には10月開催のテニプリフェスタ2016発表もあり会場を沸かせた。

### 体調不良による長期休載
2006年35号本誌に体調不良のため、長期休載を宣言。「連載を終わらせるつもりは全くない」とも告げた。2006年42号で連載再開。腰痛で2週間ほど椅子に座れない状態であったとコミックス35巻で明かしている。
2022年12月17日～18日に開催されたイベント「ジャンプフェスタ2023」に出演予定だったが、体調不良により辞退。「以前から患っている内臓系の病気で今年も何度か体調を崩していましたが、JFに影響が出てしまい楽しみにしている皆様や関係者の方々にご迷惑をお掛けして申し訳ありません」とTwitterで謝罪する中、ファンからは体調を心配するツイートが殺到した。
2023年2月26日、自身のツイッターを更新し、歩行困難で車椅子生活を送っていることを明かした。具体的な病名は明かされていないが、6月3日のツイートでは車椅子を使わず自らの足で会場に訪れ、客席からファンとともにイベント「テニプリフェスタ2023」を観覧しており、7月30日のツイートではリハビリを経て趣味のゴルフが出来るまでに回復したと報告している。

## 作品リスト

### 漫画
- 鉄人〜世界一固い男〜（読切作品、週刊少年ジャンプ増刊 1993年 Autumn Special掲載、『COOL』文庫版第2巻に収録）
- COOL - RENTAL BODY GUARD -（1997年 - 1998年、週刊少年ジャンプ、全3巻、文庫版全2巻）
  - LADY COOL （2013年、ジャンプLIVE、全2巻）
- テニスの王子様[5]（1999年 - 2008年、週刊少年ジャンプ、全42巻）
  - 新テニスの王子様（2009年 - 連載中、ジャンプSQ、既刊44巻）
- Moon Walker LTD.シリーズ
  - Moon Walker LTD. 処刑孤島（アバトラズ）の囚人（2010年、週刊少年ジャンプ47号）
  - Moon Walker LTD. 金鉱採掘人（ガリンペイロ）と光る石（2013年、週刊少年ジャンプ22・23合併号）
  - Moon Walker LTD. 天空の小さな勇者（2013年、ジャンプスクエア6月号）
    - 上記の全3作がジャンプLIVEにてフルカラーリマスターされた。
- 頭突け！！横浜謳歌高校XXxX部（2017年、週刊少年ジャンプ2・3合併号）

### 音楽
『テニスの王子様』にて、作曲・作詞・歌など音楽活動を行っている。個人名義でソロ歌手デビューもしている。
- 『cool E』歌：越前リョーマ（皆川純子）、2003年3月5日
  - 「between you&me〜ここだけの話〜」「キミが待つ家まであと6分」（作詞）
- 『BREATH』歌：不二周助（甲斐田ゆき）、2004年2月29日
  - 「Grand Slam」（作曲）
- 『PROGRESS』歌：越前リョーマ（皆川純子）、2005年12月24日
  - 「GO」（越前リョーマとのデュエット）
- 『Dear Prince〜テニスの王子様達へ〜』歌：イケメン侍、2008年4月23日
  - 「Dear Prince〜テニスの王子様達へ〜」（作詞）
- 『Love Festival』歌：テニプリオールスターズ、2010年12月15日 - オリコンシングルチャート7位を記録。
  - 「Love Festival」（作詞・作曲）
  - 「フェスティバルは突然に」歌：許斐剛 featuring 越前リョーマ（作詞・作曲）
- 『RESTART』（東日本大震災義捐金寄付のためにTUBEの前田亘輝の呼びかけで結成されたグループ「RESTART JAPAN with TUBE」のチャリティー楽曲）許斐がメンバーとして参加。許斐は以前から前田と親交がある。
- 『Brave heart』歌：テじゃ俺300、2011年10月10日 - オリコンシングルチャート13位を記録。
  - 「テニプリ Fantastic Bazarのテーマ」（作詞・作曲）
  - 「Brave heart」（作詞・作曲）
  - 「TENNIVERSARY」（作詞・作曲）
- 『テニプリFEVER』歌：テニプリオールスターズ、2013年8月28日 - オリコンシングルチャート14位を記録。
  - 「テニプリFEVER」（作詞・作曲）
  - 「テニプって行こう」（作詞・作曲）
- 『お宝じゃんジャンJUMP☆』（作詞・作曲・歌）、2016年6月24日配信 - 集英社公認オフィシャルライセンスショップ「ジャンプショップ」の公式テーマソング。
- 『テニプリ✮パラダイス』歌：テニプリオールスターズ、2016年9月28日
  - 「テニプリ☆パラダイス」（作詞・作曲）
- 『Dear My Songs』歌：不二周助（甲斐田ゆき）、2016年11月30日
  - 「大好き」（作詞・作曲）

シングル
|     | 発売日        | タイトル                         | 規格品番                |
| --- | ------------- | -------------------------------- | ----------------------- |
| 1st | 2009年8月19日 | テニプリっていいな/Smile         | NECM-16001              |
| 2nd | 2015年6月26日 | テニプリを支えてくれてありがとう | NEZM-90005〜6(CD＋DVD)  |
| 2nd | 2015年6月26日 | テニプリを支えてくれてありがとう | NECM-16002(通常盤)      |
| 3rd | 2016年6月15日 | 悲しいね…キミが近すぎて          | NEZM-90011〜12(CD＋DVD) |
| 3rd | 2016年6月15日 | 悲しいね…キミが近すぎて          | NECM-10244(通常盤)      |
| 4th | 2017年6月14日 | ハッピーサマーバレンタイン       | NECM-10251              |
アルバム
|     | 発売日        | タイトル                                       | 規格品番                    |
| --- | ------------- | ---------------------------------------------- | --------------------------- |
| 1st | 2016年6月22日 | 許斐 剛☆サプライズLIVE〜一人テニプリフェスタ〜 | NEZA-90018〜19(CD＋Blu-ray) |
| 1st | 2016年6月22日 | 許斐 剛☆サプライズLIVE〜一人テニプリフェスタ〜 | NEZA-90020〜21(CD＋DVD)     |
| 1st | 2016年6月22日 | 許斐 剛☆サプライズLIVE〜一人テニプリフェスタ〜 | NECA-30327(通常盤)          |

### その他
- 集英社文庫の「夏の一冊 ナツイチフェア」の企画として『走れメロス』カバーイラスト（原作：太宰治）を手掛けた。（2009年6月26日発売）- 2009年の10月に日本テレビの土曜深夜アニメ『青い文学シリーズ』でアニメ化（アニメーション制作：マッドハウス）。
- 許斐剛の天衣無縫の人生相談〜人生って楽しいじゃん〜（2018年6月4日発売、JUMP j BOOKS）

## 師匠
- かずはじめ
- 浅美裕子
- 桐山光侍